# Augusto da Costa
Augusto da Costa (Río de Janeiro, 22 de octubre de 1920-Río de Janeiro, 1 de marzo de 2004), más conocido como Augusto, fue un futbolista brasileño que jugaba como defensa.

## Selección nacional
Fue internacional con la selección de Brasil en 20 ocasiones y convirtió un gol. Fue capitán de la selección brasileña en la Copa del Mundo de 1950 y jugó el famoso partido conocido como Maracanazo.

### Participaciones en Copas del Mundo
| Mundial              | Sede   | Resultado  | Partidos | Goles |
| -------------------- | ------ | ---------- | -------- | ----- |
| Copa Mundial de 1950 | Brasil | Subcampeón | 6        | 0     |

### Participaciones en Copas América
| Copa                         | Sede      | Resultado  |
| ---------------------------- | --------- | ---------- |
| Campeonato Sudamericano 1946 | Argentina | Subcampeón |
| Campeonato Sudamericano 1949 | Brasil    | Campeón    |

## Clubes
| Equipo        | País   | Año       |
| ------------- | ------ | --------- |
| São Cristóvão | Brasil | 1936-1944 |
| Vasco da Gama | Brasil | 1945-1954 |

## Palmarés

### Campeonatos regionales
| Título             | Equipo        | Estado         | Año  |
| ------------------ | ------------- | -------------- | ---- |
| Campeonato Carioca | Vasco da Gama | Río de Janeiro | 1945 |
| Campeonato Carioca | Vasco da Gama | Río de Janeiro | 1947 |
| Campeonato Carioca | Vasco da Gama | Río de Janeiro | 1949 |
| Campeonato Carioca | Vasco da Gama | Río de Janeiro | 1950 |
| Campeonato Carioca | Vasco da Gama | Río de Janeiro | 1952 |

### Copas internacionales
| Título                               | Equipo        | Sede     | Año  |
| ------------------------------------ | ------------- | -------- | ---- |
| Campeonato Sudamericano de Campeones | Vasco da Gama | Santiago | 1948 |
| Campeonato Sudamericano              | Brasil        | Brasil   | 1949 |